# 新华街道 (德州市)
新华街道，是中华人民共和国山東省德州市德城区下辖的一个乡镇级行政单位。

## 行政区划
新华街道下辖以下地区：
辛庄社区、益德社区、新河社区、振华社区、德苑社区、邹李社区、陈公社区、池口社区、堤岭社区、新园社区村、双河社区村、魏庄社区村、三七社区村、城苑社区村、常兴社区村、李何社区村、于官屯社区村和于庄社区村。